# 妲妲
妲妲（卑南語：Tata），是台灣卑南族知本部落神話中的人物，也是石生系統的重要祖先之一。

## 身世
關於妲妲的身世，主要有兩種說法：第一種認為她是石生始祖蘇嘎蘇告（Sukasukaw，男）和達瓦道（Tavatav，女）的曾孫女、變形人卜德克（Pudek，女，意為「肚臍」）的孫女、父母則是阿露娜黛（Arungatay）和法亞勇（Vayayung），是家中的長女，下面還有妹妹露妃露妃（Ruvi-ruvi）和弟弟帝拉麥（Dilamay）；第二種則認為她是外觀特異的始祖法伊斯（Vais）的玄孫女、石生祖先拉麗幸（Rarihin）和法沙加瀾（Vasakaran）的孫女，露妃露妃則是她的姊妹。

## 神話
以下神話的內容主要為第一種說法所衍伸出來的內容：

### 失去父母
在妲妲小的時候，她的父母為了尋找可以維生的動植物，前往遮那遮那昂（Zonazonang，位於起源地巴拿巴拿樣和今初鹿部落之間的某處）下方的神界沙路綺授克（SaLukisuk），卻因為不名的原因無法離開那裡。成為孤兒的妲妲因此跟弟妹生活得很辛苦，還受到其他族人的欺負，不僅垃圾都往他們家丟、家裡還時常堆滿茅草。

### 重逢
後來有一次，妲妲和露妃露妃跟著族人去取水，卻因為跟不上隊伍而迷路，並且同樣來到了沙路綺授克並見到自己的父母，阿露娜黛知道他們的遭遇後，便把自己在那裡蒐集到的東西都交給他們，其中包括香瓜、葫蘆、南瓜的種子，以及一隻三斑鶉、紅蟹、蠍子和名為烏那那馬伊藏（Onan na maqizang）的大蛇，吩咐她們在回到家之後，讓三斑鶉在家裡飛起來，茅草就會全部飛走、當牠飛進裝水的桶子裡時，其中就會注滿水、在放牠在倉庫裡飛，倉庫裡就會堆滿糧食；而紅蟹要放在家裡附近的水中，牠會挖掘水底、讓水滿溢出來；蠍子和大蛇則分別放在家門口的右邊和左邊，驅離要來欺負他們的族人：當這些事情做完後，還要搓一條長繩子，前去把原本屬於他們祖父的土地瑞波爾波坦（Reporpotan）「抱」回家，並在那裏種下給他們的種子，等種子發芽結果後，葫蘆就會變成鹿、香瓜和南瓜則會變成家豬和野豬並聚集在家門口。
妲妲和露妃露妃謹記父母的話回到家，隨即照著他們所說的去做，生活總算好轉起來。

### 收取供品
後來三姊弟因為動物太多，便將一部份的動物放走，其中只有家豬不肯離開。也因為那些動物都是屬於他們的，因此不管是部落裡的族人還是住在附近的阿美族人，只要打獵都必須交給他們供品。

### 後代
後來當三姊弟長大後，由妲妲繼承了家屋波利丹（Poridan）、露妃露妃興建了名為塔利安（Tarian）的房子、帝拉麥則前往西方山中獵場種樹，並由巴拉都巴特（Va'rativat）和搭寇里寇令（Taqoliqoling）兩人把守當地，但後來發生了大洪水，所有人都死了，只有妲妲的女兒拉麗幸（Rarihin）倖存，並且和達魯瑪克部落的青年法沙加瀾（Vasakaran）結婚，生下杜姑（Tuku）和西哈西浩（Sihasihau）姊弟。

## 現代研究
學者研究卑南族的口傳和相關的資料後判斷，石生系統的卑南族人一開始聚居在起源地，並且在妲妲生活的時代中因為人口逐漸增加，一部份的人遷到阿達哇彥（Adawayan，位於今臺東縣太麻里鄉三和村的位置），並且在那裡發展出初步的卑南族傳統社會系統，例如以家屋為基礎的生活結構、或是酋長的制度，而當時也有一部份的阿美族人住在阿達哇彥的東邊，經常幫卑南族的地主打獵或種田，因此有可能也是在那個時候，出現卑南族對阿美族的另一個稱呼：巴比安（Papian，「傭人」、「工人」的意思）。